# Karl Borrmann
Karl Borrmann (* 9. April 1914 in Magdeburg; † 12. Juni 1992) war ein deutscher Jurist. Von 1952 bis 1979 war er Präsident des Landesarbeitsgerichts Niedersachsen in Hannover.

## Berufliche Laufbahn
Nach dem Abitur 1933 und Ableistung eines freiwilligen Werkhalbjahres im „Horst Wessel-Lager“ Neckarsulm begann Borrmann im Wintersemester 1933 das Studium der Rechtswissenschaft in Halle, Berlin und Marburg, das er 1937 mit der 1. Staatsprüfung abschloss. Er war danach bis 1941 Fakultätsassistent an der Philipps-Universität Marburg und promovierte 1940 bei Prof. Erich Schwinge mit einer Dissertation zum Kriegsstrafrecht. Aus der Wehrmacht wurde er nach zwei mehrmonatigen Dienstzeiten 1938 und 1939 ausgemustert. Von 1939 bis 1942 war er außerdem Gerichtsreferendar und legte im August 1942 die zweite juristische Staatsprüfung ab. Nach einer kurzen Tätigkeit als Anwaltsassessor in Danzig wurde er im April 1943 zum Gerichtsassessor im Bezirk des OLG Breslau ernannt, gleichzeitig aber zur Anfertigung einer Habilitationsschrift über „Das Verwaltungsrecht des Ehemannes“ von diesem Amt beurlaubt und als Assistent an der Universität Breslau beschäftigt. Die Habilitationsschrift war laut Prof. Felgentraeger 1945 im Entwurf fertig, ist aber auf der Flucht verloren gegangen.
Nach Kriegsende war Borrmann von September 1945 bis April 1946 zuerst Staatsanwalt und dann Nachlassrichter am Amtsgericht Halberstadt, wurde aber nach der Einstellung von Volksrichtern in der Sowjetischen Besatzungszone entlassen.
Im Juni 1948 wurde er an das Landesarbeitsgericht Schleswig-Holstein in Kiel berufen, zunächst als Landesarbeitsgerichtsrat, ab Dezember 1949 als Landesarbeitsgerichtsdirektor. Von Februar 1949 bis Oktober 1950 vertrat er dabei den ins Sozialministerium abgeordneten Präsidenten des Landesarbeitsgerichts. Im Oktober 1952 wurde er zum ersten Präsidenten des Landesarbeitsgerichts Niedersachsen ernannt – ein Amt, das er bis zu seiner Pensionierung im April 1979 innehatte.
Neben seinem Hauptamt gehörte er ab 1957 dem niedersächsischen  Staatsgerichtshof an, zuerst als stellvertretendes Mitglied, ab 1964 als ordentliches Mitglied und ab 1976 als Stellvertreter des Präsidenten.
Im September 1968 wurde er zum Honorarprofessor an der Technischen Universität Hannover ernannt. Außerdem war er wiederholt als Schlichter oder Leiter von Einigungsstellen bei Konflikten der Tarifparteien tätig.
Borrmann starb 1992 im Alter von 78 Jahren und wurde auf dem Stadtfriedhof Engesohde in Hannover beigesetzt.

## Zeit des Nationalsozialismus
Borrmann war laut eidesstattlicher Erklärung von Fritz Borinski 1932 bis 1934 Mitglied im von ihm geleiteten Leuchtenburg-Kreis, einer Gemeinschaft junger Menschen, die aus der Jugendbewegung kamen und ihre Aufgabe darin sahen, sich aktiv für eine sozialistische Gesellschaftsordnung einzusetzen, und habe somit als Schüler und Student aktiv an der Oppositionsarbeit gegen den Nationalsozialismus teilgenommen. Er hatte in Berlin angeblich Zugang zu Widerstandskreisen um Rechtsanwalt Georg Thierkopf. Andererseits war er seit dem Winter 1933/1934 Mitglied in der Hitlerjugend, zuletzt als Oberscharführer und Leiter der Stelle für Grenz- und Ausland sowie später Leiter der Rechtsstelle und Unterstützungsführer im Bann Marburg. Er wurde 1937 Mitglied der NSDAP und war 1940/41 Blockleiter. Im Entnazifizierungsverfahren behauptete er, dass die Tätigkeit in der Hitlerjugend und in der NSDAP der Tarnung diente. Der Entnazifizierungsausschuss 1947 glaubte ihm und den beigebrachten eidesstattlichen Erklärungen und stufte ihn angesichts seiner "nachgewiesenen Widerstandshandlungen" in Kategorie V " Nomineller Nazi-Unterstützer" ein. Ob diese Einschätzung gerechtfertigt war, kann angesichts seiner nach 1945 verschwiegenen Dissertation bezweifelt werden. Dort übernahm er die national-rechte Sichtweise aus dem Münchener Dolchstoßprozess von 1925, machte im Einklang mit seinem Doktorvater Erich Schwinge Vorschriften der Militärgerichtsbarkeit, die eine schnelle und harte Bestrafung verhinderten für den Umsturz 1918 verantwortlich und propagierte entsprechende Änderungen des Kriegsstrafrechtes. So stellte er im Vorwort zur Druckfassung seiner Dissertation fest, dass inzwischen "viele von den in dieser Arbeit als Ergebnis nachstehender Untersuchungen für notwendig gehaltenen Einrichtungen eines modernen Kriegsstrafverfahrens auch in der Kriegsstrafverfahrensordnung" vom 17. August 1938 (veröffentlicht kurz vor Kriegsbeginn 1939) enthalten sind. Diese Kriegsstrafverfahrensordnung war zusammen mit der gleichzeitig erlassenen Kriegssonderstrafverfahrensordnung Grundlage für die exzessive Anwendung der Todesstrafe durch die deutsche Krieggerichtsbarkeit.

## Politische Tätigkeit nach 1945
1958 gehörte Borrmann dem Rechtspolitischen Ausschuss beim Parteivorstand der SPD an und leitete eine Ad-hoc-Arbeitsgruppe zur Vereinheitlichung des Arbeitsrechts.

## Ehrungen
- 1979 Großes Bundesverdienstkreuz[8]

## Veröffentlichungen
- Karl Borrmann. Zur Neugestaltung des kriegsstrafrechtlichen Verfahrens. Düsseldorf 1940 (Diss. Marburg).
- Karl Borrmann, Ausschluss der Verwirklichung tariflicher Rechte, in: Der Betriebs-Berater 1951, S. 1011.
- Karl Borrmann, Die Arbeitsgerichtsbarkeit in Niedersachsen, in: Neues Archiv für Niedersachsen 7 (1954), S. 213–216.
- Karl Borrmann, Kommentar zum Bundesurlaubsgesetz. Heidelberg 1963.